# アラビアンナイト 三千年の願い
『アラビアンナイト 三千年の願い』（アラビアンナイト さんぜんねんのねがい、原題: Three Thousand Years of Longing）は、ジョージ・ミラーが製作・脚本・監督を務めた2022年製作のアメリカ合衆国・オーストラリア合作のファンタジー恋愛映画。
ミラー監督にとっては劇場長編10作目である。A・S・バイアットの短編集『The Djinn in the Nightingale's Eye』を原作とし、イドリス・エルバとティルダ・スウィントンが出演する。

## ストーリー
ロンドン在住のアリシアは、古くから世界中で語られて来た物語や神話を研究する物語論の権威である。バツイチの冴えない中年女性だが、本人は孤独であることを、むしろ快適と感じ、人を寄せ付けない性格だった。講演のためトルコのイスタンブールを訪れたアリシアは、グランバザールで古いガラス瓶を買った。ホテルの部屋で瓶の蓋が外れると、中から煙と共にアラビアンナイトの魔人が現れた。
魔人はアラビア語では“ジン”と呼ばれ、瓶から出してくれた礼に「３つの願い」を叶えようと申し出た。しかし、願いは無いと断るアリシア。現在の孤独な生活に満足しているアリシアは、願いを思い付けないのだ。困ったジンは、3000年前から3度も瓶に閉じ込められた身の上を語り出した。
このジンは女性に惚れっぽい性格で、3000年前は美しいシバの女王に熱烈な恋をしていた。しかし、恋敵のソロモン王によって真鍮の小瓶に閉じ込められ、紅海の底に沈められた。それから2500年も閉じ込められたまま、ジンの小瓶は海の泥と共にオスマン帝国の王宮で城壁の材料にされた。
王宮の奴隷である少女グルタンに、偶然に発見される小瓶とジン。グルタンは1つ目の願いで王子の妃となり、2つ目の願いで妊娠した。3つ目の願いを叶えれば、ジンは自由の身となり、“ジンの楽園”に行けるはずだった。しかし、王宮のハーレムには多くの妃や愛妾がいて、権力争いに巻き込まれたグルタンは、3つ目の願いの前に殺されてしまった。ジンの姿は透明になり、気付いてくれる人間を求めて100年も彷徨う事になった。
17世紀に入り、オスマン帝国の王宮内で王の愛妾がジンの真鍮の小瓶を見つけ蓋を開けた。透明で彷徨っていたジンは愛妾の前に姿を現したが、驚いた愛妾は「ボスポラス海峡に沈んでしまえ！」と悪態をつき、ジンは小瓶と共に海に沈んだ。
200年前のアラブ圏で少女ゼフィールの手に渡る真鍮の小瓶。彼女は12才で裕福な老商人の３番目の花嫁にされ、出歩く事もままならぬ身の上だった。孤児で教養はないが天才的な頭脳を持つゼフィールは、1つ目の願いで歴史や哲学、天文学、数学など多数の本を出現させて読み漁った。さらに上の“数学的原理”を求めて、2番目の願いでジンのように深く考察できる能力を得るゼフィール。そんなゼフィールを愛するジン。だが、ゼフィールが次の願い事をすると、ジンは解放されて愛するゼフィールから離れ、“ジンの楽園”に行かなければならないのだ。
3つ目の願いを聞こうとしないジンに怒り狂うゼフィール。ジンは彼女の怒りが静まるまで、テーブルにあった美しいガラス瓶の中に潜もうとした。だが、隠れきる前にゼフィールが最後の願いを口走ってしまった。ジンは楽園にも行き損ねてガラス瓶の中に封印され、21世紀になってアリシアの前に現れたのだった。
ジンの愛の物語を聞いて、自身の孤独な生活を思い返すアリシア。愛に満ちた生活を思い出した彼女は、自分がジンを愛する事と、ジンが自分を愛する事を願い事として口にした。
アリシアの恋人としてロンドンで同棲を始めるジン。だが、現代のロンドンはジンにとって空気が悪く騒がし過ぎた。衰弱していくジンを見て、最後の願いとして楽園にジンを送り出すアリシア。だが、ジンはその後も、たまにロンドンのアリシアの元を訪れ、アリシアはジンの物語を綴り続けた。

## キャスト
魔人〈ジン〉
演 - イドリス・エルバ
アリシア・ビニー
演 - ティルダ・スウィントン
学者。